# Sandila
Sandila ist eine Stadt im indischen Bundesstaat Uttar Pradesh.
Die Stadt ist Teil des Distrikts Hardoi. Sandila hat den Status eines Nagar Palika Parishad. Die Stadt ist in 25 Wards gegliedert. Sie hatte am Stichtag der Volkszählung 2011 58.346 Einwohner, von denen 30.400 Männer und 27.946 Frauen waren. Muslime bilden mit einem Anteil von über 55 % die Mehrheit der Bevölkerung in der Stadt. Die Alphabetisierungsrate lag 2011 bei 65,79 %.